# Alusine Kamara
Alusine Kamara, född 5 september 1989, är en sierraleonsk fotbollsspelare (mittfältare).

## Klubbkarriär
Kamara spelade i hemlandet för Freetown-klubben FC Kallon, som han representerade i Sierra Leone National Premier League och CAF Champions League. 2011 blev han utlånad till svenska Division 1 Södra-laget Motala AIF, där han gjorde tre mål på 13 matcher.
Efter ett provspel med Syrianska FC som nyligen blivit uppflyttade i Allsvenskan under sommaren 2011, enades Kamara om en övergång till klubben och skrev den 10 augusti 2011 på ett 3,5-årskontrakt. Han gjorde sin debut i Allsvenskan några dagar senare i en 3–0 förlust mot Mjällby AIF.

## Landslagskarriär
Kamara har spelat för Sierra Leones landslag. Hans debut kom i en vänskapsmatch i februari 2011 när de förlorade med 1–2 mot Nigeria i Lagos. Han blev uttagen av Sierra Leones svenska tränare Lars Olof Mattsson för att delta i ett träningsläger i maj 2011.